# Les Grangettes
 Les Grangettes  es una comuna y población de Francia, en la región de Franco Condado, departamento de Doubs, en el distrito y cantón de Pontarlier.
Está integrada en la Communauté de communes du Mont-d'Or et des Deux Lacs .

## Demografía[2]
| 190 | 190 | 197 | 210 | 200 | 194 | 183 | 174 | 167 | 173 | 180 | 162 | 167 | 174 | 174 | 165 | 160 | 144 | 146 | 142 | 136 | 131 | 110 | 120 | 119 | 116 | 126 | 93 | 104 | 144 | 169 | 182 | 207 |
| Para los censos de 1962 a 1999 la población legal corresponde a la población sin duplicidades (Fuente: INSEE [Consultar]) |     |     |     |     |     |     |     |     |     |     |     |     |     |     |     |     |     |     |     |     |     |     |     |     |     |     |    |     |     |     |     |     |